# Dennis Jernigan
Dennis Jernigan é um cantor e compositor de música cristã contemporânea. Ele é nativo de Oklahoma, e sedia um ministério cristão baseado em música de lá. Jernigan agora vive em Muskogee, Oklahoma com sua esposa e seus nove filhos. Jernigan é um auto-identificado ex-gay, e está casado com sua esposa há mais de 25 anos.
Jernigan é um graduado da Oklahoma Baptist University.

## Biografia
Uma fonte primária de inspiração para a mensagem e a música de Jernigan é a experiência que ele descreve como a sua libertação da homossexualidade. Jernigan afirma que isso começou durante um concerto do The 2nd Chapter of Acts em Norman, Oklahoma. Jernigan acredita que sua identificação prévia como homossexual foi relacionada a uma percepção errônea de infância de que ele tinha sido rejeitado por seu pai.
Após a experiência no concerto, Jernigan desenvolveu um ministério com base em sua experiência pessoal, que ele compartilha e testemunha em igrejas e outros locais ao redor do mundo. Ele também fez campanha contra o projeto de Lei de Crimes de Ódio  (H.R. 1592), dizendo que a passagem da legislação iria tira-lo seu direito de falar livremente sobre sua auto-identificação como ex-gay. No entanto, em um concerto na Igreja Batista de Wynne (Wynne Baptist Church), Jernigan afirmou que ele não quer ser rotulado como "ex-gay", mas sim como "renascido" ou como uma "nova criação de Deus".

## Parcerias
Jernigan fez gravações com Natalie Grant, Twila Paris, Ron Kenoly e Rebecca St. James. Ana Paula Valadão tem gravado versões de músicas de Jernigan como "Quero celebrar"; "Te Agradeço" e "Adoramos o Cordeiro" do álbum Diante do Trono.

## Discografia
- See the King
- Lift Up the Standard
- At The Name Of Jesus (1988)
- We Are The Army (1989)
- There's Coming a Day (1991)
- Break My Heart, O God (1991)
- Let It Rain (1992)
- I Belong to Jesus Vol I & II (1993)
- Free to Praise – canções de Dennis Jernigan gravadas pela the Metro Voices (1993)
- Rompe Mi Corazon (em espanhol ‘Break My Heart, O God’) (1995)
- I Will Trust You (1995)
- Hallelujah! Christ Jesus is Born (musical de Natal) (1995)
- Celebrate Living (1996)
- A Mystery of Majesty (1997)
- David (1999)
- This Is My Destiny (1999)
- Help Me To Remember (2000)
- Worshipper's Collection, Vol. 1 (I Belong To Jesus Vol. 1 & 2) (2000)
- Worshipper's Collection, Vol. 2 (I Will Trust You & Break My Heart) (2000)
- Worshipper's Collection, Vol. 3 (Let It Rain & There's Coming A Day) (2000)
- Worshipper's Collection, Vol. 4 (Daddy's Song & No Life Too Small) (2000)
- Like Christmas All Year Around (2000)
- Songs of Ministry (2000)
- We Will Worship (Worship Musical)(2000)
- I Surrender (2001)
- Giant Killer: Heart Like David (inclui um segundo CD - The Collection Vol. 1) (2002)
- Enter In - 12 new songs of Praise & Worship from New Community Church (2002)
- Jernigan Family Christmas (2003)
- I Salute You (2004)
- Songs of Freedom for Women (2005)
- Songs of Freedom for Men (2005)
- Hands Lifted High (2005)
- Daddy's Song (relançamento) (2005)
- I Will Be There (2006)
- Carols Made New (2007)
- I Cry Holy (2007)
- Kingdom Come (2008)
- Live at White Oak DVD (2010)
- Forty Days & Forty Nights (2010)
- Here In Your Presence (2010)
- Hymns I (2011)